# Sonia O'Neill
Sonia O'Neill, née le 19 août 1994 à Toronto au Canada, est une footballeuse internationale vénézuélienne. Elle joue au poste de milieu de terrain pour les London City Lionesses.

## Biographie

### Carrière universitaire
O'Neill fréquente les universités de Niagara et du Nord de la Floride, toutes deux situées aux États-Unis.

### Carrière en club
En mai 2017, Sonia O'Neill rejoint le club suédois du Husqvarna FF, marquant deux buts lors de son premier match. Début 2018, elle déménage à Rome pour jouer en Serie B italienne. La saison suivante, elle joue pour Pink Bari en Serie A. 
En août 2019, elle joue pour le club croate du ŽNK Split, lors des qualifications pour la Champions League 2019-2020 marquant un but. Peu de temps après, elle signe au FC Fleury 91. En janvier 2020, elle signe aux Rangers.

### Carrière internationale
Sonia O'Neill est éligible pour jouer pour le Canada, le Venezuela, l'Italie ou la république d'Irlande. Fin octobre 2019, elle est appelée en équipe nationale du Venezuela. 